# 13 Korpus (austro-węgierski)

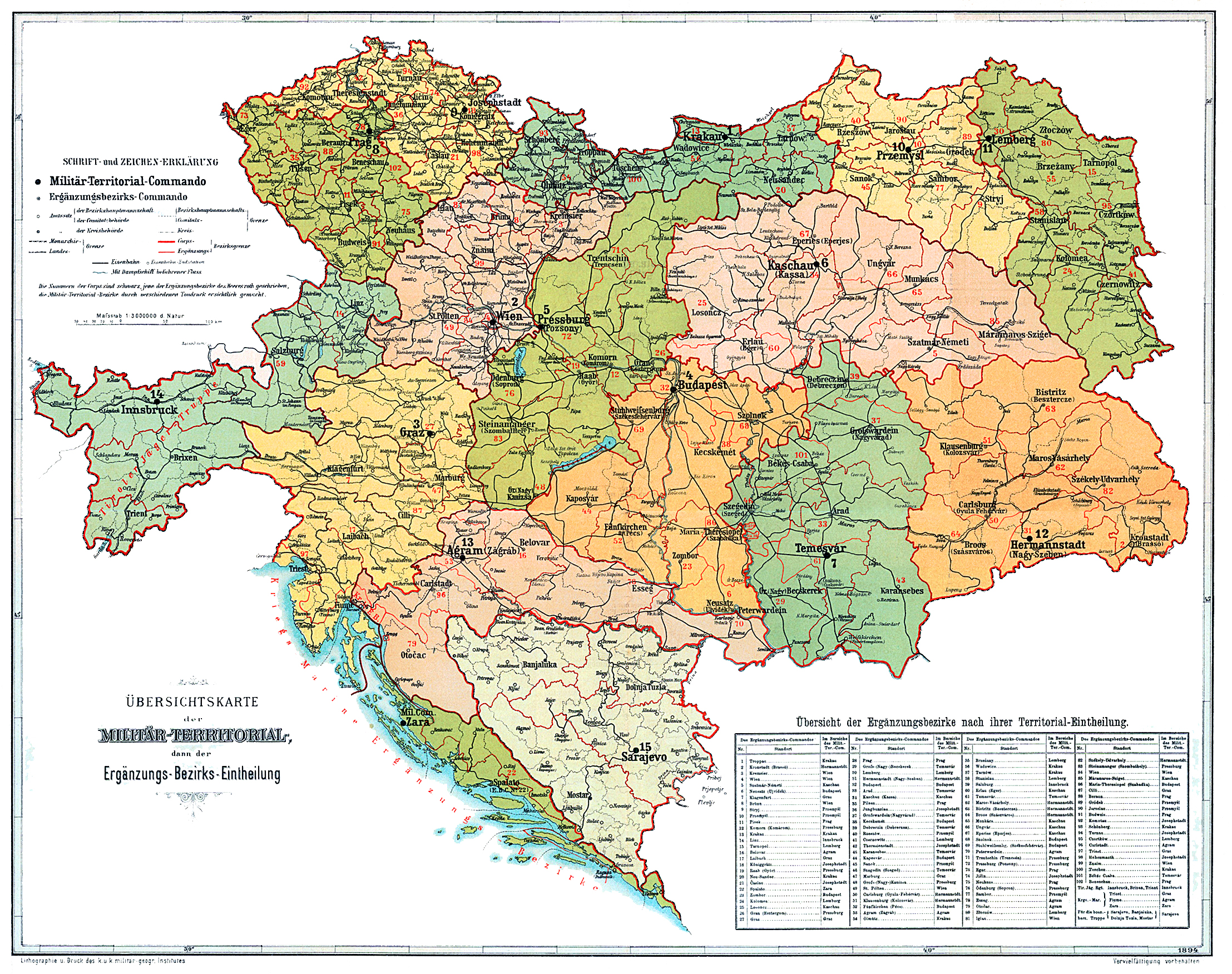
Wojskowy podział terytorialny Monarchii Austro-Węgier w 1894

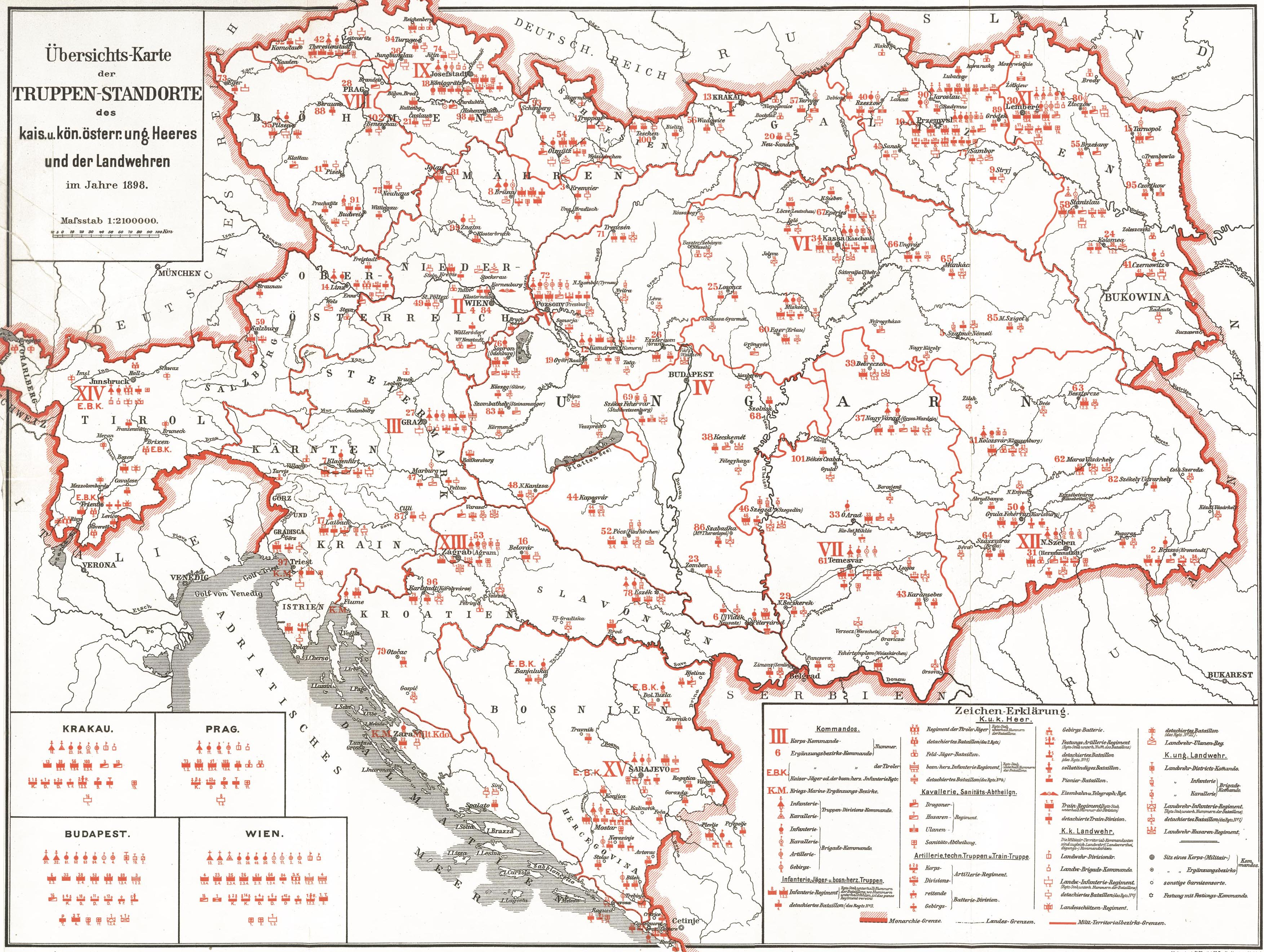
Dyslokalizacja sił zbrojnych Monarchii Austro-Węgier w styczniu 1898

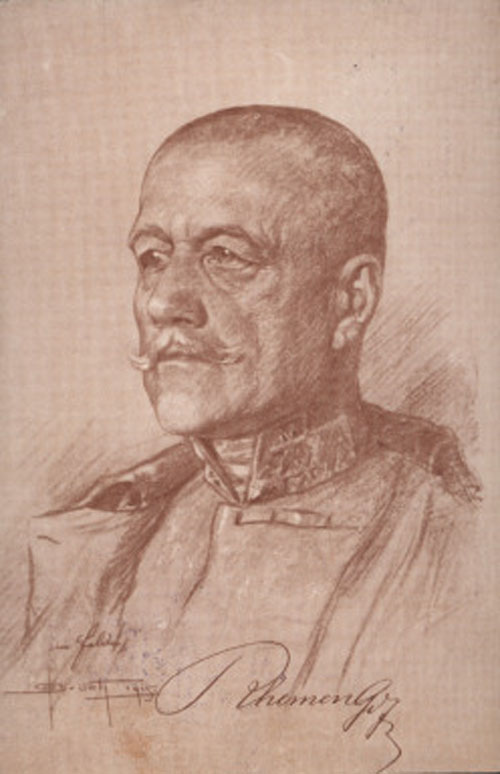
Generał Adolf von Rhemen zu Barensfeld

13 Korpus – wyższy związek taktyczny cesarskiej i królewskiej Armii z dowództwem w Zagrzebiu.

## Skład i obsada personalna w sierpniu 1914
W 1914 jego dowódcą był generał piechoty Adolf von Rhemen zu Barensfeld, zaś szefem sztabu płk Alfred von Zeidler. W czasie wybuchu I wojny światowej korpus był podporządkowany 5 Armii i walczył na froncie bałkańskim.
- 36 Dywizja Piechoty (36. ID): FML Claudius Czibulka
  - 71 Brygada Piechoty (71. IBrig.): GM. Johann Graf Salis-Seewis
  - 72 Brygada Piechoty (72. IBrig.): GM. Heinrich Haustein von Haustenau
  - 36 Brygada Artylerii Polowej (36. FABrig.): GM. Karl Hess
- 42 Dywizja Piechoty Honwedu (42. ID): FML Stephan von Sarkotić
  - 83 Brygada Piechoty Honwedu (83. HIBrig.): GM. Nikolaus Ištvanović
  - 84 Brygada Piechoty Honwedu (84. HIBrig.): GM. Daniel Kolak
  - 42 Brygada Artylerii Polowej (42. FABrig.): płk. Friedrich Neuman
  - 13 Brygada Piechoty (13. IBrig.): GM. Karl Stracker